# 戦国 (ゲーム)
『戦国』（せんごく、英語: Sengoku: Way of the Warrior）は、スウェーデンのゲーム会社パラドックスインタラクティブが2011年に発売した歴史シミュレーションゲーム。その名が示す通り、日本の戦国時代をテーマとしている。日本では2012年にサイバーフロントより『戦国 完全日本語版』として発売されている。
応仁の乱が勃発した1467年から、大坂の陣後の1620年までの戦国時代の日本を舞台としており、プレイヤーは大名や国人といった当時の戦国武将の一人を選んでプレイすることになる。ゲームシナリオとしては、1467年開始の応仁の乱シナリオと1551年開始の織田信長登場後のシナリオが用意されている。ゲームマップは東北から九州まで350の郡（こおり）に分割された日本で、その半分を支配し「将軍」となることが勝利条件となる。
ゲームシステムは1日ごとに進んでいくリアルタイムストラテジー。ゲーム内容的にもシステム的にも、中世ヨーロッパの封建制を扱った同社のCrusader Kings IIと似通っており、ゲームエンジンにも同じくクラウゼヴィッツエンジン2.5が使用されている。当主一人では広大な領土の全てを管理することは出来ないため、領土を一族や家臣に任せつつ、時に当主争いや家臣の内乱に悩まされながら、勢力を拡大していくことになる。